# Municipio de Belisario Domínguez (Chiapas)
El municipio de Belisario Domínguez fue uno de los 4 municipios creados por una reforma constitucional promovida por el gobernador de Chiapas, Juan Sabines Guerrero, en 2011. En ese año, el Congreso del Estado de Chiapas determinó que el municipio se crearía con territorio segregado al municipio de Cintalapa, aunque en realidad se trata de un territorio que fue invadido por compañías madereras en la década de 1940 a las comunidades zoques de los municipios de Santa María Chimalapa y San Miguel Chimalapa (Oaxaca). En 2016, la Suprema Corte de Justicia de la Nación determinó la desaparición de los poderes municipales instituidos según las leyes de Chiapas en 2015, a pesar de la resolución de 2013 de ese mismo tribunal superior, que prohibía tanto a Oaxaca como a Chiapas el establecimiento de autoridades municipales en el territorio. Con esto y con la imposibilidad de  celebrar comicios en 2018, el municipio de Belisario Domínguez ha desaparecido en los hechos.

## Historia
Este municipio fue creado en el territorio que fue invadido desde la década de 1940 a los municipios oaxaqueños de Santa María Chimalapa y San Miguel Chimalapa. El diferendo territorial entre Oaxaca y Chiapas en Los Chimalapas inició con el establecimiento en la región de una empresa maderera de origen michoacano, que de manera poco transparente obtuvo concesiones para explotar los recursos forestales en los bienes comunales de los zoques de Santa María y San Miguel Chimalapa. En estas negociaciones, la empresa Sánchez Monroy fue apoyada por el gobierno chiapaneco. En los años posteriores, nuevos colonos chiapanecos se establecieron en las tierras de Los Chimalapas, creando nuevos núcleos ejidales, entre ellos Díaz Ordaz, que fue creado por la maderera Sánchez Monroy y que es el mayor asentamiento en la demarcación donde el congreso chiapaneco erigió en 2011 el municipio de Belisario Domínguez.
Las tierras que corresponden a este municipio se encuentran en litigio ante la Suprema Corte de Justicia de la Nación, en una disputa entre los gobiernos de los estados de Oaxaca y Chiapas. En 2012, la SCJN emitió una resolución, instruyendo a los gobiernos de ambas entidades abstenerse de crear nuevas autoridades que de manera formal o informal amplíen los límites territoriales de una u otra entidad. En 2015 se celebraron elecciones en el municipio de Belisario Domínguez, organizadas por el Instituto de Elecciones y Participación Ciudadana de Chiapas, pero los zoques incendiaron la alcaldía y retuvieron al personal del instituto y uno de los candidatos, con el argumento de que estaban haciendo valer los amparos emitidos por la SCJN, en defensa de la soberanía de Oaxaca.
El 11 de noviembre de 2021, la Suprema Corte de Justicia de la Nación emitió un fallo definitivo, en el que establece que todo el territorio es disputa pertenece al estado de Oaxaca y no a Chiapas y fijando la frontera entre ambos estados. En consecuencia, el municipio de Belisario Domínguez quedará suprimido, al pertenecer la totalidad de su territorio al estado de Oaxaca.